# Veszprém KC
Veszprém KC (Veszprém Kézilabda Club) är en handbollsklubb från Veszprém i Ungern, bildad 1977. Officiellt är lagets namn sedan 2016 Telekom Veszprém, med anledning av ett sponsoravtal.
Klubben har under flera år spelat i EHF Champions League och har även vunnit Cupvinnarcupen två gånger (1992 och 2008). Största framgången hittills är silver i EHF Champions League 2001 och 2015. Värsta konkurrenten i ungerska ligan är SC Pick Szeged.

## Spelartrupp 2022/23
| Nr | Land      | Pos | Namn               |
| -- | --------- | --- | ------------------ |
| 12 | Spanien   | MV  | Rodrigo Corrales   |
| 16 | Serbien   | MV  | Vladimir Cupara    |
| 5  | Egypten   | H9  | Yahia Omar         |
| 13 | Serbien   | V9  | Petar Nenadić      |
| 18 | Sverige   | M6  | Andreas Nilsson    |
| 21 | Island    | V6  | Bjarki Már Elísson |
| 23 | Ungern    | V9  | Patrik Ligetvári   |
| 24 | Slovenien | H6  | Gašper Marguč      |
| 25 | Danmark   | V9  | Rasmus Lauge       |

| Nr | Land      | Pos | Namn              |
| -- | --------- | --- | ----------------- |
| 26 | Kroatien  | V6  | Manuel Štrlek     |
| 27 | Ungern    | M9  | Péter Lukács      |
| 31 | Slovenien | M6  | Blaž Blagotinšek  |
| 35 | Frankrike | M9  | Kentin Mahé       |
| 39 | Egypten   | V9  | Yehia El-Deraa    |
| 43 | Ungern    | H9  | Zorán Ilic        |
| 46 | Serbien   | M6  | Dragan Pechmalbec |
| 55 | Belarus   | H6  | Mikita Vailupau   |
| 88 | Ungern    | M6  | Adrián Sipos      |

## Meriter
- Ungerska mästare: 28 (1985–1986, 1992–1995, 1997–1999, 2001–2006, 2008–2017, 2019, 2023, 2024)
- Ungerska cupmästare: 31 (1984, 1988–1992, 1994–1996, 1998–2000, 2002–2005, 2007, 2009–2018, 2021–2024)
- Ungerska supercupmästare: 2 (2009, 2010)
- Cupvinnarcupen: 2 (1992, 2008)

## Kända spelare (urval)

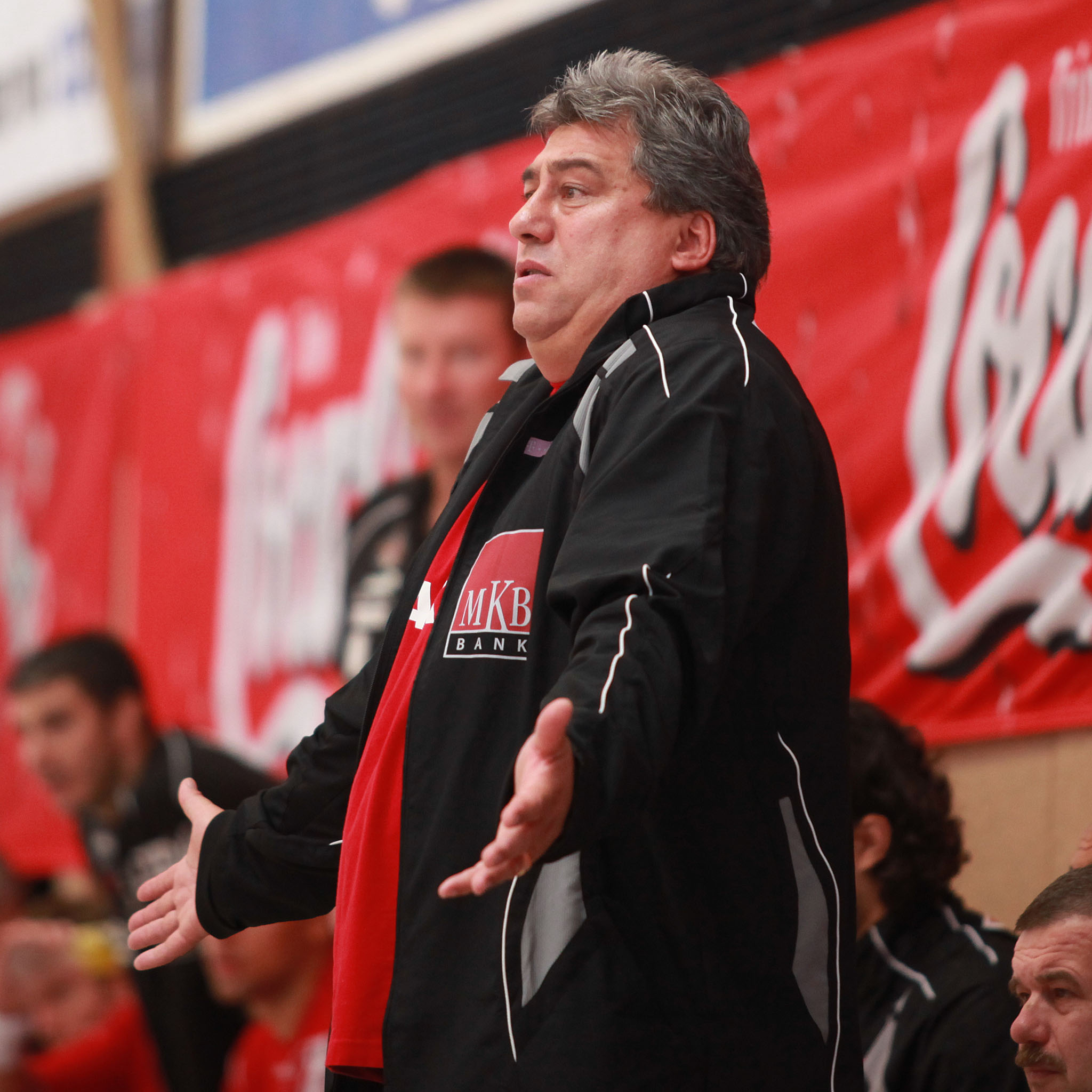
Lajos Mocsai (huvudtränare 2007–2012) 2009.

- Mirko Alilović (2011–2018)
- Marian Cozma (2006–2009)
- Mirza Džomba (2001–2003)
- József Éles (1991–2003)
- Nándor Fazekas (1994–1997, 1998–2004, 2009–2014)
- Gyula Gál (2001–2009)
- Momir Ilić (2013–2019)
- Ferenc Ilyés (2007–2009, 2011–2012)
- Gergő Iváncsik (2000–2017)
- Kiril Lazarov (2002–2007)
- Bjarte Myrhol (2005–2006)
- László Nagy (2012–2019)
- Andreas Nilsson (2014–)
- Aron Pálmarsson (2015–2017)
- Carlos Pérez (1997–2013)
- Dejan Perić (2006–2011)
- Chema Rodríguez (2012–2017)
- / Arpad Šterbik (2001–2004)
- Marko Vujin (2007–2012)
- Christian Zeitz (2014–2016)